# Pleigne
Pleigne (antiguamente en alemán Pleen) es una comuna suiza del cantón del Jura, situada en el distrito de Delémont. Limita al noroeste y norte con las comunas de Lucelle (FRA-68) y Kiffis (FRA-68), al noreste con Roggenburg (BL) y Ederswiler, al este con Movelier y Mettembert, al sur y sureste con Bourrignon, y al oeste con La Baroche.